# Uroskinnera hirtiflora
Uroskinnera hirtiflora là một loài thực vật có hoa trong họ Mã đề. Loài này được Hemsl. miêu tả khoa học đầu tiên năm 1879.